# Mossal
Das Mossal ist ein Scheibenmesser aus Zentralafrika. Es ist als Schlagwaffe (Schlagmesser, englisch club-knife) konzipiert und wird als Paradewaffen benutzt.

## Beschreibung
Das Mossal ist symmetrisch und hat eine fast runde, umlaufend scharfe Klinge. Der Ort ist schmal und eckig. Das Heft ist aus Holz und glatt poliert. Das Mossal wird von Ethnien des zentralen Kongobeckens der Demokratischen Republik Kongo wie den Yanzi, den Mbuun oder Ngul benutzt, die westlich der Kuba leben.
Varianten der Scheibenform können herzförmiger oder bauchiger sein. Eine asymmetrische Form der Scheibenmesser mit besonderem Gestaltungsausdruck, bei der die Ausbuchtung breit nach einer Seite hin geschmiedet ist (einseitig versetzt), ist das Epalang der Batéké und Pende. Scheibenmesser, bei denen der Ort als Dolch fortgeführt wird, werden von den Kuba (Bangoli) verwendet.